# PR-808
A PR-808 é uma rodovia de acesso, pertencente ao governo do Paraná, que começa na divisa com Santa Catarina, na altura do município de Itapoá e termina no entroncamento com a rodovia PR-412, com extensão de 1,9 quilômetro, totalmente pavimentada.

## Trechos da Rodovia
A rodovia é dividida em 1 trecho:
| Início do Trecho                       | Final do Trecho                  | Extensão | Situação    |
| -------------------------------------- | -------------------------------- | -------- | ----------- |
| Divisa PR/SC - Garuva (Santa Catarina) | Entroncamento PR-412 (Guaratuba) | 1,9 km   | Pavimentado |